# 卡羅萊納黑豬魚
卡羅萊納黑豬魚（學名：Hypentelium roanokense），又稱黑葉唇亞口魚，為輻鰭魚綱鯉形目亞口魚科的其中一種，為溫帶淡水魚，分布於北美洲北卡羅來納州和維吉尼亞州羅阿諾克河流域，本魚體延長，有方形的頭、突出的嘴唇和深色的馬鞍斑，側線上有41個鱗片，體長可達16公分，棲息在岩石底質或沙底質的溪流、水塘底層水域，屬雜食性，以甲殼類、藻類、昆蟲幼蟲為食。